# Sydney Palmer-Leger
Sydney Palmer-Leger (* 4. Februar 2002 in Salt Lake City) ist eine US-amerikanische Skilangläuferin.

## Werdegang
Palmer-Leger startete im Dezember 2017 in West Yellowstone erstmals bei der US Super Tour, wobei sie den 22. Platz im Sprint errang. Bei den Junioren-Skiweltmeisterschaften 2019 in Lahti lief sie auf den 25. Platz im Sprint, auf den 20. Rang über 5 km Freistil und den vierten Platz mit der Staffel. In der Saison 2019/20 erreichte sie in Sun Valley mit Platz drei 10 km Freistil sowie Rang zwei im Sprint und mit Platz drei über 5 km klassisch in Canmore ihre ersten Podestplatzierungen im Nor-Am-Cup und bei der US Super Tour. Bei den Olympischen Jugend-Winterspielen 2020 in Lausanne wurde sie Elfte im Sprint sowie jeweils Vierte über 5 km klassisch und im Cross und lief bei den Junioren-Skiweltmeisterschaften 2020 in Oberwiesenthal auf den 49. Platz im Sprint sowie auf den 43. Rang über 5 km klassisch. Zudem gewann sie dort die Silbermedaille mit der Staffel. Nachdem sie zu Beginn der Saison 2021/22 in Ruka erstmals am Skilanglauf-Weltcup teilgenommen hatte, wobei sie den 66. Platz im Sprint errang, holte sie in Lillehammer mit dem 13. Platz mit der Staffel ihre ersten Weltcuppunkte. Es folgten vier Top-Zehn-Platzierungen bei der US Super Tour, darunter Platz drei im Sprint in Midway und erreichte damit den neunten Platz in der Gesamtwertung der US Super Tour. Bei den Junioren-Skiweltmeisterschaften 2022 in Lygna belegte sie den 35. Platz im Sprint, den 19. Rang über 5 km klassisch, den sechsten Platz im 15-km-Massenstartrennen und den fünften Platz mit der Staffel. In der folgenden Saison wurde sie mit zwei ersten Plätzen, vier zweiten Plätzen und zwei dritten Plätzen Zweite in der Gesamtwertung der US Super Tour. Zudem siegte sie bei den US-amerikanischen Meisterschaften im 40-km und im 50-km-Massenstartrennen. Bei den U23-Weltmeisterschaften 2023 in Whistler lief sie auf den 30. Platz im Sprint, auf den neunten Rang über 10 km Freistil und auf den achten Platz im 20-km-Massenstartrennen. Beim Saisonhöhepunkt, den Nordischen Skiweltmeisterschaften 2023 in Planica, errang sie den 20. Platz im Skiathlon. Im folgenden Jahr kam sie in Canmore mit dem 25. Platz im 15-km-Massenstartrennen erstmals im Weltcupeinzel unter den ersten 30.

## Siege bei Continental-Cup-Rennen
| Nr. | Datum             | Ort        | Disziplin                     | Serie         |
| --- | ----------------- | ---------- | ----------------------------- | ------------- |
| 1.  | 10. Dezember 2022 | Sun Valley | Sprint Freistil               | US Super Tour |
| 2.  | 25. März 2023     | Craftsbury | 50 km klassisch Massenstart 1 | US Super Tour |
| 3.  | 22. Februar 2025  | Hayward    | 50 km Freistil Massenstart 2  | US Super Tour |